# Die Korrekturen
Die Korrekturen (englisch The Corrections) ist der dritte Roman des US-amerikanischen Schriftstellers Jonathan Franzen. Er erschien im September 2001 bei Farrar, Straus and Giroux und 2002 in deutscher Übersetzung beim Rowohlt Verlag. Der Roman verhalf dem Autor zum internationalen Durchbruch. 

## Inhalt
Der Roman gliedert sich in sieben Kapitel (St. Jude – Der Versager – Je mehr er darüber nachdachte, desto wütender wurde er – Auf See – Der Generator – Ein letztes Weihnachten – Die Korrekturen). Er porträtiert die Familie Lambert, die in der zweiten Hälfte des 20. Jahrhunderts in der fiktiven Stadt St. Jude im Mittleren Westen der USA lebt. Die Rahmenhandlung wird getragen von Enid Lamberts Bemühungen, angesichts des rapiden körperlichen und geistigen Verfalls ihres Manns Alfred die drei erwachsenen Kinder Denise, Gary und Chip zum womöglich letzten gemeinsamen Weihnachtsfest im elterlichen Hause zu versammeln. Das Buch widmet jedem der drei Kinder einen eigenen Handlungsstrang: Der mittlere Sohn Chip verliert wegen einer Affäre mit einer Studentin seine Anstellung als Literaturprofessor. Nachdem es ihm nicht gelungen ist, seinen Lebensunterhalt als Drehbuchautor in New York zu bestreiten, lässt er sich auf kriminelle Geschäfte in Litauen ein. Gary ist erfolgreicher Banker, leidet jedoch unter Depressionen und seiner manipulativen Ehefrau, die mit den Kindern Allianzen gegen ihn schmiedet. Denise, die jüngste, leitet die Küche eines Spitzenrestaurants in Philadelphia, verliert diese Stellung aber, als ihr Chef und seine Frau herausfinden, dass sie sowohl mit ihrem Chef als auch mit dessen Frau eine Affäre hatte. Die Handlungsstränge laufen bei dem besagten Weihnachtsfest in St. Jude zusammen. Ein kurzer Epilog skizziert Ereignisse bis zu Alfreds Tod.

## Kritik
Von Literaturkritikern wurde der Roman überwiegend positiv, teils begeistert, besprochen. Er brachte Jonathan Franzen den National Book Award und den James Tait Black Memorial Prize und war in der Endauswahl für den Pulitzer-Preis und den PEN/Faulkner Award. Mit 2,85 Millionen verkauften Exemplaren (Stand 2010) wurde das Buch auch ein Publikumserfolg. Das Magazin Time zählt den Roman zu den besten 100 englischsprachigen Romanen, die zwischen 1923 und 2005 veröffentlicht wurden. 2015 wurde dieser Roman von der BBC-Auswahl der besten 20 Romane von 2000 bis 2014 zu einem der bislang bedeutendsten Werke dieses Jahrhunderts gewählt. Die deutsche Erstausgabe erschien im Jahr 2002. Sie war eine Woche lang im selben Jahr auf dem Platz 1 der Spiegel-Bestsellerliste.

## Ausgaben
- Amerikanische Hardcover-Ausgabe: The Corrections. Farrar Strauss Giroux, 2001. ISBN 0-374-10012-8.
- Amerikanische Taschenbuchausgabe: The Corrections. Picador, 2002. ISBN 0-312-42127-3.
- Deutsche Hardcover-Ausgabe: Die Korrekturen. Aus dem Amerikanischen von Bettina Abarbanell. Rowohlt Verlag, Reinbek 2002. ISBN 978-3-498-02086-6.
- Deutsche Taschenbuchausgabe: Die Korrekturen. Aus dem Amerikanischen von Bettina Abarbanell. Rowohlt Verlag, Reinbek 2003. ISBN 3-499-23523-4.